# Crkva sv. Ane u Gorici Svetojanskoj
Crkva sv. Ane je crkva u naselju Gorica Svetojanska koje je u sastavu grada Jastrebarsko, zaštićeno kulturno dobro.

## Opis dobra
Crkva sv. Ane smještena je na prostranom platou, usred naselja Gorica Svetojanska, uz mjesno groblje. Lokalitet na kojem je smještena crkva poznat je već u srednjem vijeku kao sakralni prostor na kojem su se do 17. stoljeća nalazila čak tri sakralna objekta. Kapela sv. Marije sagrađena je 1687. g. kao jednobrodna građevina s nešto užim svetištem poligonalnog zaključka, sakristijom i zvonikom uz glavno pročelje. Godine 1735. postaje župnom crkvom i biva posvećena sv. Ani. Dograđuje joj se natkriveni predulaz i proširuje sakristija, a nakon potresa 1868. g. doživljava radikalnije izmjene te se definira današnje stanje. Značajna je u vizurama naselja kao i svojoj građevnoj slojevitosti.

## Zaštita
Pod oznakom Z-1586 zavedena je kao nepokretno kulturno dobro - pojedinačno, pravna statusa zaštićena kulturnog dobra, klasificirano kao "sakralna graditeljska baština".